# Geostacionarna orbita
Geostacionarna orbita (geostacionarna tirnica), GSO, je okrogla (cirkularna) orbita 35786 km nad zemeljskim ekvatorjem (inklinacija največkrat 0 stopinj) in telesa v njej krožijo v isti smeri kot Zemlja. Čas ene orbite je enak času vrtenja Zemlje okrog svoje osi – en dan (točneje zvezdni dan). Lega satelita v GSO je vedno v isti točki nad ekvatorjem, saj se giblje s tirnično hitrostjo 3,07 km/s. Čas tirnice je 1 436 minut oziroma 23 ur 56 minut in 4,09 sekunde oziroma 23,934461223 ur, kar je isto kot zvezdni dan. Geostacionarna orbita je podrazred geosinhrone orbite.
Prvo zamisel za telekomunikacijske satelite v GSO je imel Herman Potočnik leta 1928. Orbita GSO se uporablja za telekomunikacijske satelite, za prenos satelitske TV in radia in nekatere vremenske satelite. Prednost orbite GSO je vedno ista lega na nebu, zato so antene lahko fiksno pozicionirane, ni potrebe po sledenju. Slabost orbite GSO je oddaljenost od Zemlje približno 35.000 km, zato imajo telefonski klici zamik približno 0,253 sekunde.
Vsake toliko časa morajo sateliti v GSO ohranjati točno določeno lego, kar dosežejo s pomočjo majhnih raketnih motorjev. Na leto je potrebna delta v približno 50 m/s. Ko poteče življenjska doba satelita, se po navadi uporabi raketni motor, ki pošlje satelit v odpadno ali pokopališko orbito, da ne bi motil delujočih satelitov. Življenjska doba satelitov je po navadi omejena s količino goriva, ki je potrebna za ohranjanje lege. Elektronske naprave pa lahko delujejo več časa, zato se nekateri sateliti uporabljajo še naprej tudi, ko niso več v GSO.
Za istrelitev satelite v GSO je potrebno več energije, kot npr. v nizkozemeljsko orbito. Raketa Ariane, Proton, Delta IV Heavy bi lahko v NZO istrelilepribližno 20 ton, v GSO pa le tretjnino tega – približno 6 ton.
Visokoeliptična orbita molnija je v nekaterih pogledih podobna GSO, ko je satelit v prizemlju se premika zelo počasi (kljub temu potrebna je sledilna antena) in se zato uporablja za telekomunikacije. Države nekdanje Sovjetske zveze imajo veliko severno zemljepisno širino, zato imajo šibkejši signal od satelitov GSO, kot npr. evropske države. Za pokritost so potrebni trije sateliti, vsak deluje 8 ur. Izstrelitev satelitov v molnijo zahteva precej manj energije kot GSO.